# Nibles
Nibles är en kommun i departementet Alpes-de-Haute-Provence i regionen Provence-Alpes-Côte d'Azur i sydöstra Frankrike. Kommunen ligger  i kantonen La Motte-du-Caire som ligger i arrondissementet Forcalquier. År 2022 hade Nibles 54 invånare.

## Befolkningsutveckling
Antalet invånare i kommunen Nibles
Referens: INSEE